# Abba Kyari
Abba Kyari (* 23. September 1952 in Borno; † 17. April 2020 in Lagos) war von August 2015 bis April 2020 Stabschef des Präsidenten von Nigeria.

## Frühes Leben und Bildung
Abba Kyari wurde am 23. September 1952 als Sohn einer Kanuri-Familie aus Borno geboren. Er wurde am St. Paul’s College in Wusasa ausgebildet und zog später auf Anraten des Journalisten Mamman Daura und des Soziologen und Politikers Ibrahim Tahir in Erwägung, der nigerianischen Armee beizutreten.
Er schloss 1980 sein Studium der Soziologie an der University of Warwick mit einem Bachelor ab. Nach dem Besuch der nigerianischen Rechtsfakultät wurde Kyari 1983 in die nigerianische Anwaltskammer berufen.
Im Jahr 1984 erwarb er einen Master-Abschluss in Rechtswissenschaften an der Universität Cambridge. Später besuchte er das International Institute for Management Development in Lausanne und nahm 1992 und 1994 am Programm für Führungsentwicklung der Harvard Business School teil.

## Karriere
Kyari arbeitete nach seiner Rückkehr nach Nigeria noch einige Zeit für die Anwaltskanzlei Fani-Kayode and Sowemimo.
Von 1988 bis 1990 war er Redakteur bei der New Africa Holdings Limited Kaduna. In den 1990er Jahren war er auch als Kommissar für Forstwirtschaft und Tierressourcen im Bundesstaat Borno tätig.
Von 1990 bis 1995 war Kyari Sekretär des Vorstands der African International Bank Limited, einer Tochtergesellschaft der Bank of Credit and Commerce International.
Kyari war als geschäftsführender Direktor bei der United Bank for Africa zuständig und wurde später zum Chief Executive Officer ernannt. Im Jahr 2002 wurde er zum Vorstandsmitglied von Unilever Nigeria ernannt und später in den Vorstand von ExxonMobil Nigeria berufen.

### Stabschef des Präsidenten
Im August 2015 wurde Kyari zum Stabschef von Präsident Muhammadu Buhari ernannt und galt als einer der einflussreichsten Persönlichkeiten innerhalb der Regierung Buharis.
Während der ersten Amtszeit der Regierung arbeitete er hauptsächlich hinter den Kulissen an der Umsetzung der Agenda des Präsidenten. Im Jahr 2019, als Buhari für eine zweite Amtszeit wiedergewählt wurde, wies er sein Kabinett an, alle Anfragen über das Büro von Kyari zu leiten. Kyari baute seinen Einfluss in Regierungskreisen weiter aus und wurde als De-facto-Regierungschef genannt. Er setzte sich für die Liberalisierung der Öl- und Gasindustrien Nigerias ein, ein Projekt das zum Zeitpunkt seines Todes 2020 noch unvollendet war.
Im Jahr 2017 geriet Kyari nach einem durchgesickerten Memo in eine öffentliche Auseinandersetzung mit dem Leiter des öffentlichen Dienstes, der später seines Amtes enthoben und verhaftet wurde. Im Jahr 2020 beschuldigte Babagana Monguno, der nationale Sicherheitsberater, Kyari in einem weiteren durchgesickerten Memo der Einmischung in Fragen der nationalen Sicherheit.

## Persönliches
Kyari war mit der Schwägerin von Ibrahim Tahir verheiratet und hatte vier Kinder.
Am 24. März 2020 wurde bekannt gegeben, dass Kyari am 23. März positiv auf COVID-19 getestet wurde, nachdem er neun Tage zuvor eine offizielle Reise nach München unternommen hatte. Es gab Berichte, dass er zur Behandlung aus dem Land ausgeflogen worden war, und Reuters berichtete später, dass er „eine Vorgeschichte medizinischer Komplikationen, einschließlich Diabetes“ habe.
Am 29. März 2020 kündigte Kyari in einer offiziellen Erklärung an, dass er aus der Isolation in Abuja zur „präventiven Behandlung“ nach Lagos verlegt werde.
Kyari starb am Abend des 17. April 2020 im Alter von 67 Jahren an den Folgen einer Infektion mit SARS-CoV-2.